# サーガル島
サーガル島（あるいはサガール島、サガー島）は、ガンジス川デルタに浮かぶインドの島である。ベンガル湾の大陸棚上、コルカタから南へ100キロの地点に位置し、西ベンガル州の管轄になっている。広さは224.3平方キロメートル、43の集落に16万人以上が暮らしている。最大の村はガンガー・サガール。スンダルバンスの管区に含まれているが、スンダルバンス国立公園の特徴とも言えるベンガルトラの生息、マングローブの森、入り組んだ支流などとは無縁である。
この島はガンガーサガール（Gangasagar）またはサガールウィップ（Sagardwip）とも呼ばれ、ヒンドゥー教の巡礼地にもなっている。毎年、マカラ・サンクランティ（1月14日）になると何十万人ものヒンドゥー教徒が集まり、ガンジス川がベンガル湾へと流れこむ場所で沐浴を行い、カピル・ムニ寺院にて祈りが捧げられる。
コルカタ・ポート・トラストがこの島に灯台を持っている。

## 巡礼地として

### 歴史
ヴィシュヌが聖人カルダム・ムニの前に現れたとき、ヴィシュヌは彼に恩寵をあたえた。それはカルダム・ムニが結婚すればヴィシュヌが彼の息子として生まれ変わるというものだった（アヴァターラ）。やがて約束どおりヴィシュヌはカピラとして転生し偉大な聖者となった。そしてこのカピラのアーシュラム（庵、僧院）がサガール島にあった。
あるときサガラ王の生贄（アシュヴァメーダ）用の馬が居なくなってしまう。サガラ王は6,000人の息子達に命じて彼らを捜索に当たらせ、息子達は馬をカピラの庵で発見する。この馬は実はインドラによって盗まれ隠されたものだったが、カピラが盗んだものと取り誤った息子達はカピラを糾弾する。憤慨したカピラはその息子達を燃やし、灰に変えてしまい、彼らの魂を地獄に送ってしまう。後にサガラ王の子孫が祈りを捧げる姿を見て哀れにおもったカピラは、彼らの魂を解放することを了承した。しかし、それには女神ガンガー（シヴァの妻でありガンジス川の神）を地上に呼び、聖なる水で灰を流すという葬送の儀式（ニラヴァパンジャリ）を行う必要があった。
バギラータ王（Bhagiratha）がシヴァのための深い瞑想に入ると、心を打たれたシヴァ神は、ガンガーに地上へ降りて六千の息子達を解放し（解脱）天国へ送るようにと命令した。ガンガーはヒマラヤに降り立ち川となって息子達の灰を海まで流したが、その後もガンガーは地上に留まった。ガンガーが地上に現れた日が1月14日（マカラ・サンクランティ）だと伝えられている。

### 巡礼
ガンガーサガール・メーラ（祭り）と巡礼は島の南の岬、つまりガンジス川が海へと流れ込む場所にて毎年行われる。この合流点もまたガンガーサガールと呼ばれており、この合流点のすぐ近くにカピル・ムニ寺院がある。このガンガーサガールの巡礼と祭りは、世界で2番目に規模の大きな集会であり、同じくインドで3年毎に開催されるクンブ・メーラに次ぐ。毎年およそ50万人が島を訪れている。

## アクセス

### 車とフェリー
コルカタからダイアモンド・ハーバー・ロードを南に90キロ、カクドウィップ（Kakdwip）のハーウッド・ポイント（Harwood Point）からフェリーが出ており、島の北端に位置するカチュベリア（Kachuberia）とを結んでいる。島側のフェリーポートには駐車場があり、パンチャーヤト・サミティ（テシル単位の行政）が管理している。このフェリーはガンジス川の支流（Hooghly River、またはMuriganga）の3.5キロを横切る。このハーウッド・ポイントではフェリーのほかにもカチュベリア行きの小船を見つけることができる。カチュベリアから巡礼地であるサガールウィップまでは自動車、バスで32キロの道のりになる。巡礼者用の駐車場からカピル・ムニ寺院までは200メートル、ガンガーサガールの沐浴地までは700メートルとなる。

### 鉄道とフェリー
鉄道はコルカタからカクドウィップを通過してナムカーナ（Namkhana）で下車、ボク・カーリ（Bok-Khali）からフェリーが出ている。このフェリーはムリガンガーを渡り、サガール島へ至る。

### 飛行機
毎週日曜日に州政府のがヘリコプターを運行している。

## 開発
西ベンガル州政府はサーガル島と本土を3.3キロの橋で結ぶ計画を立てている。費用は60億ルピーと試算されている。
また、西ベンガル政府は島に港を建設する計画も立てており、インド海軍もこの港に興味を示している。